# Rhynchina cramboides
Rhynchina cramboides är en fjärilsart som beskrevs av Butler 1889. Rhynchina cramboides ingår i släktet Rhynchina och familjen nattflyn. Inga underarter finns listade.